# Жерлянкоподобная лягушка
Жерлянкоподобная лягушка (лат. Adelotus brevis) — вид бесхвостых земноводных из семейства австралийских жаб (Myobatrachidae).

## Описание
Самцы крупнее самок и могут достигать длины 5 см, в то время как самки достигают 4 см. Английское Tusked Frog («лягушка с бивнями») происходит от выступов на нижней челюсти, напоминающих бивни, которые могут достигать 5 мм. Голова у самцов больше туловища, тогда как строение тела самок более пропорционально. Спина лягушек имеет коричневую окраску (но может быть оливкового до черного цвета) с низкими гребнями, бородавками и темными пятнами. Брюшко имеет мраморную чёрно-белую окраску с красно-чёрными пятнами.

## Ареал
Восточные приморские области Австралии от Квинсленда до Нового Южного Уэльса.

## Образ жизни
Обитает во влажных тропических лесах, а также на затопленных лугах, прудах, ручьях и рвах.
В брачный период самцы создают гнёзда, которые прячут среди опавшей листвы и водных растений в различных водоёмах. Звуком, напоминающим «ток-ток» они привлекают в эти гнёзда самок. Спаривание происходит в весенне-летний период. Отложенные икринки в виде пенистой массы развиваются в гнёздах, которые дают им защиту от прямого солнечного света.